# Cytospora ribis
Cytospora ribis är en svampart som beskrevs av Ehrenb. 1818. Cytospora ribis ingår i släktet Cytospora och familjen Valsaceae.   Inga underarter finns listade i Catalogue of Life.